# Routin
La maison Routin est une entreprise de fabrication et de commercialisation de sirops et d’alcools fondée en 1883. Elle dispose d’une usine à La Motte-Servolex, près de Chambéry, en France
Elle regroupe plusieurs marques comme « 1883 » et « Fruiss ». Elle possède également l’entreprise « La Distillerie des Alpes », qui a elle-même plusieurs marques et gammes.
Les produits Routin sont produits dans les Alpes françaises

## Historique
L’herboriste chambérien Philibert Routin crée le Vermouth de Chambéry en 1883. De sa création jusqu'en 1976, la production de la maison est artisanale, centrée sur le vermouth (genépi). En 1976, le groupe Carrefour lance sa marque de distributeur et Routin remporte l'appel d'offre pour les sirops. Routin produit exclusivement pour Carrefour pendant deux ans, puis travaille avec d'autres distributeurs français et nord-européens par la suite.
En 1987, Jean Clochet créé le Lab 1883, le centre d’analyse sensorielle de la maison Routin où chaque année plus d’un millier de recettes sont créées. En 1990, Jean Clochet lance la construction de l'usine de la Motte Servolex baptisée "Cristal", une usine à la pointe de la technologie d'où sortiront environ 50 millions de bouteilles/bidons de sirops par an. De gros efforts sont faits pour le développement international, d'abord vers l'Europe (Hollande, Belgique, Danemark ...) puis le reste du monde.
À partir de 1990, la société Routin lance ses propres marques.
En 1996, la maison Routin repère l’émergence de la mixologie aux États-Unis et y installe une filiale pour en comprendre les usages. Routin America va prendre une place de choix sur le marché américain. L'internationalisation des ventes est en développement et atteint  plus de 70 pays grâce à la marque 1883 et ses nombreux parfums destinés à aromatiser aussi bien les cafés, lattés, cappuccinos que les cocktails alcoolisés ou non.
Une filiale est créée aux États-Unis en 1996, et une autre au Danemark en 2004. À partir de 2004, Routin lance des sirops aromatisateurs de boissons distribués dans les lieux de débit de boissons. En 2009, Routin fabrique des sirops pour la majorité des distributeurs français, mais depuis 2008 et la mise en application des lois Chatel et LME, les nouvelles conditions de collaboration avec les distributeurs poussent la société Routin à renforcer ses activités en marque propre.
En 2010, Routin lance Montagna Cola, le premier cola régional produit dans la région du Rhône. En 2011, la société réalise un chiffre d’affaires de 57 millions d’euros pour 190 employés et trois sites de production. En 2012, la famille Clochet cède l'entreprise à CM-CIC (groupe bancaire CIC). Olivier Lecoeur prend la direction de l'entreprise,. L'année suivante, la maison Routin fête ses 130 ans d’existence.
En 2014, Routin lance avec Solinest (qui produit Ricola, Vaï Vaï, Cacolac) l'aromatisateur d'eau Ouiz. En février 2018, la société Routin lance une gamme de sirops sous licence Oasis.

### Reprise de distillerie d'Eyguebelle (2022)

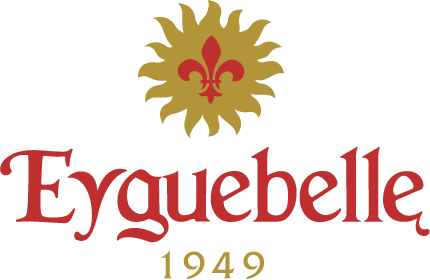
Logo d'Eyguebelle

En février 2022, Routin rachète la distillerie d'Eyguebelle basée à Valaurie dans la Drôme.
la marque Eyguebelle est créée en 1949 dans l’Abbaye Notre-Dame d'Aiguebelle à Montjoyer, puis en 2006 Eyguebelle quitte l'enceinte monastique et installe un nouveau site de production à Valaurie.
Avec cet achat, Routin espère ainsi concurrencer le leader des sirops Teisseire.
En 2024, Routin ajoute la licence de la marque de jus américaine Ocean Spray aux sirops produits.

## Les marques de la maison Routin

### 1883
La marque 1883 regroupe des sirops pour les professionnels en France et à l'international. Il existe plus d'une centaine de produits, distribués dans plus de 75 pays.
En 2014, le logo et le design des bouteilles ont changé. Les gammes de sirops sont maintenant présentées par « familles musicales » : Classique, Pop, Rock, Jazz, R’n’B, et Reggae. 1883 fabrique également des sauces.

### Fruiss
Fruiss est une marque de sirops appartenant à la maison Routin. Elle est destinée aux familles. Elle se distingue en proposant des recettes spécifiques, des packagings nouveaux et des partenariats comme celui avec la licence Lapins Crétins depuis 2013. Aujourd’hui, Fruiss compte plusieurs gammes comme Fruiss Lapins Crétins, Fruiss Sirop des Alpes, Fruiss Sirop à Presser ou encore Fruiss Bio.

### Distillerie des Alpes

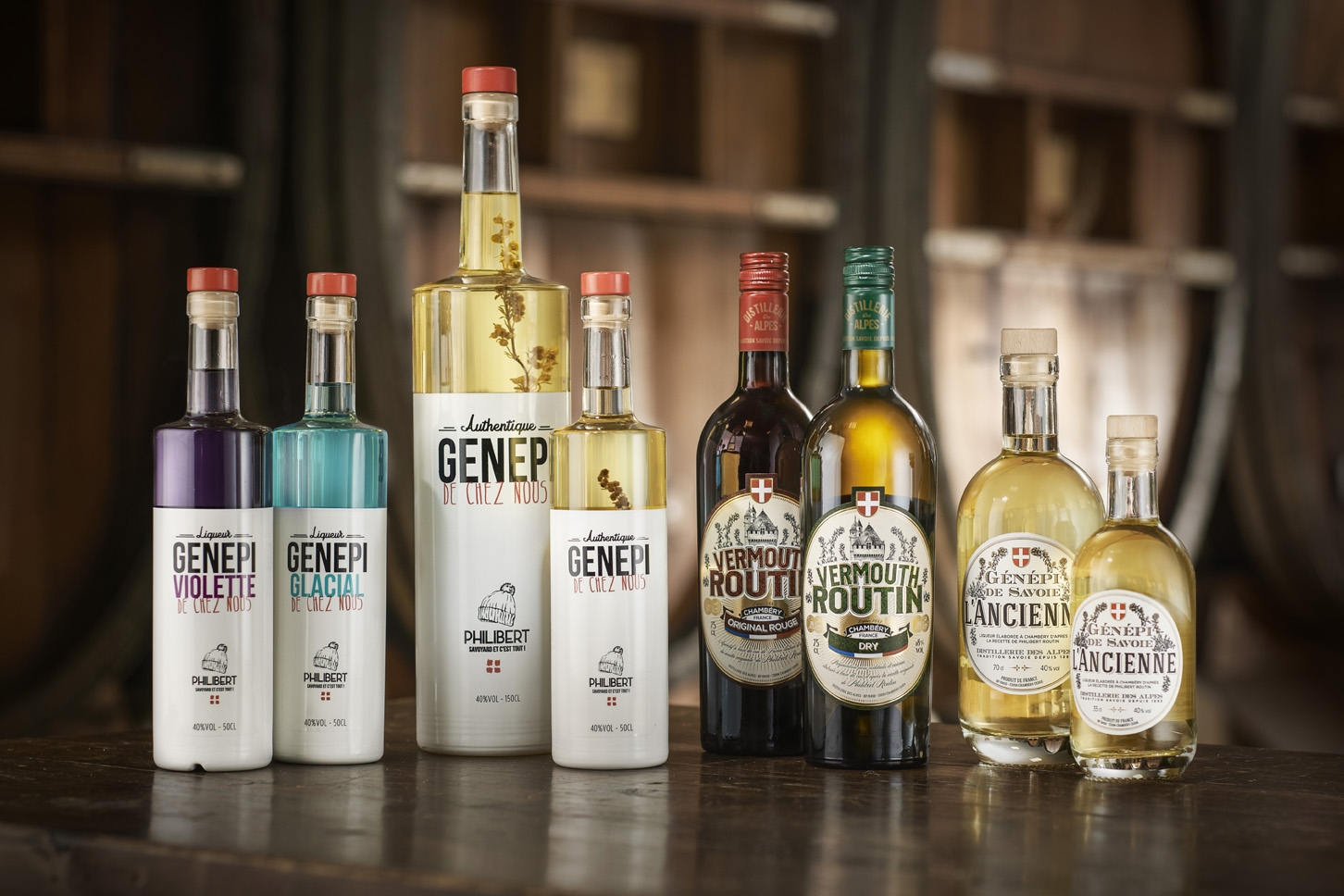
Gamme de produits de la Distillerie des Alpes

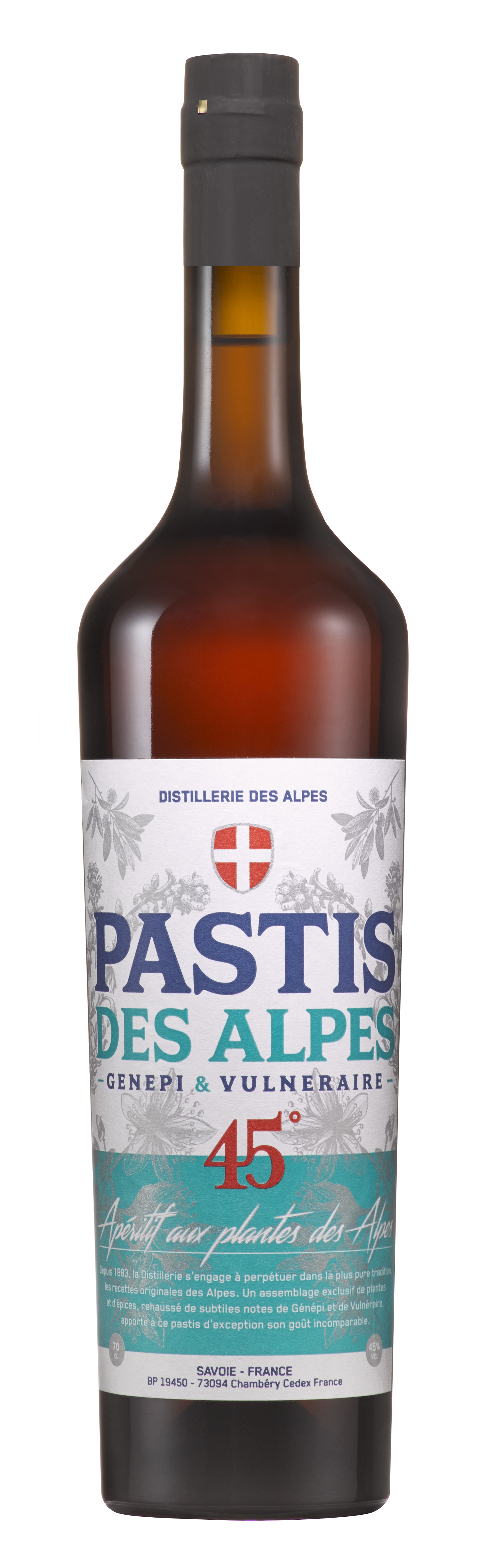
Pastis des Alpes

La Distillerie des Alpes est une entreprise appartenant à la maison Routin, qui crée sa filiale alcool Montania en 1994, renommée Distillerie des Alpes en 2014.
Elle fabrique des produits alcoolisés traditionnels savoyards, comme le génépi, le vermouth ou encore la crème de framboise. Les produits historiques et emblématiques de la distillerie sont le vermouth Routin original rouge, le vermouth Routin dry et le génépi à l'ancienne. En 2014, Distillerie des Alpes crée la marque Philibert, aux couleurs savoyardes qui rend hommage au fondateur, Philibert Routin.